# العتبي
أَبُو عَبْدِ اللَّهِ مُحَمَّدُ بْنُ أَحْمَدَ بْنِ عَبْدِ الْعَزِيزِ بْنِ عُتْبَةَ بْنِ حُمَيْدِ بْنِ عُتْبَةَ بْنِ أَبِي سُفْيَانَ بْنِ حَرْبٍ الْأُمَوِيُّ السُّفْيَانِيُّ الْعُتْبِيُّ الْقُرْطُبِيُّ الْمَالِكِيُّ ويُعرف اختصارًا بـ محمد بن أحمد العتبي أو العتبي (غير معروف – 255هـ / غير معروف – 869م) فقيه وعالم مسلم، ولد بالأندلس وتوفي سنة 255 هـ، له تصانيف منها «المستخرجة العتبية على الموطأ» في فقه مالك و«كراء الدور والأرضين».

## مكانته العلمية
أخذ العلم عن فقهاء بلده الأندلس مثل يحيى بن يحيى الليثي وسعيد بن حسان، ثم رحل إلى المشرق فلقي سحنون بن سعيد التنوخي وأصبغ بن الفرج، وعاد إلى الأندلس بعلم كثير، فاشتهر أمره، وعلا قدره، وقصده الناس للسماع والأخذ عنه.
شهد له علماء الأندلس بالفقه والحفظ لمسائل المذهب المالكي.
- قال ابن الفرضي في تاريخ علماء الأندلس: «كان حافظًا للمسائل، جامعًَا لها، عالمًا بالنوازل».
- قال محمد بن عمر بن لبابة: «لم يكن ها هنا أحد يتكلم مع العتبي في الفقه، ولا كان بعده أحد يفهم فهمه إلا من تعلم عنده.» [7]
- قال الصدفي: «كان من أهل الخير والجهاد، والمذاهب الحسنة، وكان لا يزول بعد صلاة الصبح من مصلاه إلى طلوع الشمس، ويصلي الضحى.»[8]

## روايته
يقول صاحب جذوة المقتبس: روى عن يحيى بن يحيى الليثي الأندلسي؛ وله رحلة سمع فيها من جماعة بالمشرق. وحدث، وألف في الفقه كتبا كثيرة سميت "العُتْبِيَّة"، وهي المستخرجة من الأسمعة المسموعة من مالك بن أنس، رواها عنه أبو عبد الله محمد بن عمر بن لبابة؛ أخبرنا بها أبو عمر يوسف بن عبد الله الحافظ بالأندلس، قال: أخبرنا بها أبو عمر أحمد بن عبد الله بن محمد بن علي الباجي، وقرأتها عليه، قال: أخبرنا بها أبي، عن محمد بن عمر بن لبابة، عنه.
وأخبرنا بها أيضاً أبو الوليد هشام بن سعيد الخير بن فتحون، قال: أخبرنا بها أبو الحزم خلف بن عيسى بن أبي درهم القاضي الوشقي، قال: أخبرنا أبو عيسى يحيى بن عبد الله بن أبي عيسى بها، عن أبي عبد الله محمد بن عمر عن العتبي.

## مؤلفاته
له كتاب المستخرجة وإنما سميت بذلك لأنه استخرجها من الأسمعة التي رويت عن الإمام مالك بواسطة تلاميذه، وقد ورد اسمها عند ابن حارث «الديوان المستخرج من الأسمعة».

### فهرس المراجع
منشورات
1. 1 2 3 4 5  الذهبي (1985)، ج. 12، ص. 335.
2. ↑  ابن فرحون، ج. 2، ص. 177.
3. 1 2 3 4  الزركلي (2002)، ج. 5، ص. 307.
4. ↑  مخلوف (2003)، ج. 1، ص. 112.
5. ↑  ترجمة العُتْبي، موقع المكتبة الشاملة، نقلا عن: الأعلام للزركلي نسخة محفوظة 13 يونيو 2017 على موقع واي باك مشين.
6. ↑  المدارك 4/253، سير النبلاء 12/335.
7. ↑  أخبار الفقهاء، للخُشَنِي 179.
8. ↑  المدارك 4/253.
9. ↑  جذوة المقتبس في تأريخ علماء الأندلس - لأبي عبدالله محمد بن فتوح بن عبدالله الحميدي - دار الغرب الإسلامي ص: 59.
10. ↑  أصول الفتيا لابن حارث الخشني 202.

مواقع وب
1. ↑  التاريخ، تراحم عبر. "محمد بن أحمد بن عبد العزيز بن عتبة أبي عبدالله العتبي". tarajm.com. مؤرشف من الأصل في 2024-12-02. اطلع عليه بتاريخ 2024-12-01.

### بيانات المراجع (مُرتَّبة حسب تاريخ النشر)
- إبراهيم بن علي بن محمد، ابن فرحون، برهان الدين اليعمري. الديباج المذهب في معرفة أعيان علماء المذهب. تحقيق وتعليق: محمد الأحمدي أبو النور. القاهرة – مصر: دار التراث. مؤرشف من الأصل في 2024-12-03.
- شمس الدين الذهبي (1985)، سير أعلام النبلاء، تحقيق: شعيب الأرنؤوط، مجموعة (ط. 1)، بيروت: مؤسسة الرسالة، OCLC:4770539064، QID:Q113078038
- خير الدين الزركلي (2002)، الأعلام: قاموس تراجم لأشهر الرجال والنساء من العرب والمستعربين والمستشرقين (ط. 15)، بيروت: دار العلم للملايين، OCLC:1127653771، QID:Q113504685
- محمد مخلوف (2003)، شجرة النور الزكية في طبقات المالكية (ط. 1)، بيروت: دار الكتب العلمية، QID:Q131310565